# Dumbrava-Deal
Dumbrava-Deal – wieś w Rumunii, w okręgu Neamț, w gminie Săvinești. W 2011 roku liczyła 421 mieszkańców.